# الحزب الجمهوري الإيطالي
الحزب الجمهوري الإيطالي (بالإيطالية: Partito Repubblicano Italiano)‏ اختصارًا (PRI) هو حزب سياسي ليبرالي اجتماعي في إيطاليا. تأسس عام 1895، وهو أقدم حزب سياسي لا يزال نشطًا في إيطاليا.